# Таварыства Тутэйшыя
Таварыства «Тутэйшыя» (укр. Товариство «Тутешні») — білоруська літературна організація, кінця ХХ ст. (1986/1987 — 1990). Пізніша офіційна назва — Товариство молодих літераторів при Союзі білоруських письменників.

## Керівництво Товариства
- Голова — Олесь Біляцький.
- Заступник голови — Сергій Ковальов.
- Відповідальний за поезію — Анатолій Сис.
- Відповідальний за прозу — Адам Глобус.
- Відповідальний за дитячу літературу — Петро Васюченко.
- Відповідальний за драматургію — Володимир Степан.
- Відповідальний за виступи — Михась Толочка.[1]